# Мадрас (штат)

Південна Індія перед реорганізацією 1956 року. Штат Мадрас виділений жовтим

Штат Мадрас — штат Індії, що існував у 1947–1968 роках.
Після розділу Британської Індії в 1947 році Мадрасське президентство, що знаходилось під британським управлінням, було перейменовано в штат Мадрас Індійського Союзу.
Внутрішньоіндійські кордони формувалися історично шляхом експансії, і абсолютно не відповідали ні межам розселення народів, ні межам поширення мов. На території штату Мадрас, як виявилося, проживають як таміли, так і телугу. Незважаючи на те, що творцями незалежної Індії було вирішено не поспішати зі створенням моноетнічних штатів, в штаті Мадрас почався потужний рух за створення окремого телугуязичного штату. Ситуація ускладнювалася тим, що сепаратисти вимагали включення в новий штат в якості столиці міста Мадрас, яке мало змішане населення і знаходилося приблизно на кордоні поширення двох мов. Уряд Індії довго чинив опір тиску знизу, але в 1952 році відомий індійський революціонер Потті Среерамулу (сподвижник Ганді) помер в результаті голодування, оголошеного ним на підтримку створення телугумовного штату. У підсумку індійський уряд погодився в цьому випадку прискорити процедуру створення моноетнічності штату, але Джавахарлал Неру навідріз відмовився включати до нього місто Мадрас. У підсумку в 1953 році зі штату Мадрас був виділений телугуязичний штат Андхра зі столицею в Карнулу.
У 1956 році урядом Індії був прийнятий Акт про реорганізацію штатів. Відповідно до цього акту західна частина штату Мадрас (частина Малабарського узбережжя) була виділена в окремий штат Керала, а підпорядковані штату острови — в союзну територію Лаккадівські, Мінікойські і Аміндівські острови. Був ліквідований штат Траванкор-Кочин, при цьому його південна частина була приєднана до штату Мадрас (а інша — до штату Керала).
У зв'язку з тим, що після цього штат Мадрас став охоплювати в основному саме територію розселення тамілів, уряд штату став розвивати тамільську мову. Правляча партія Індійський національний конгрес проводила політику встановлення мови хінді як єдиної офіційної мови Індії, і в 1965 році протиріччя між політикою центру і реаліями регіонів привели до студентських хвилювань в Мадрасі на мовному ґрунті.
У 1967 році партія Індійський національний конгрес програла вибори у дев'яти штатах, але штат Мадрас виявився єдиним, де опозиція зуміла сформувати однопартійну парламентську більшість. Партія Дравіди Муннетра Кажагам сформувала новий уряд штату, і в 1969 році штат Мадрас був офіційно перейменований в «землю тамілів» — «Тамілнад».